# Space Cowboys
Space Cowboys är en amerikansk film från 2000.

## Handling
De gamla rymdpionjärerna Frank (Clint Eastwood), Hawk (Tommy Lee Jones), Jerry (Donald Sutherland) och Tank (James Garner) återförenas efter många år när det uppdagas att en rysk kommunikationssatellit Ikon, som uppges vara en kvarleva efter det gamla Sovjetunionen, håller på att störta in i atmosfären. Märkligare blir det när Ryssland säger att det är en mycket välanvänd satellit och de behöver NASA:s hjälp att placera den i omloppsbana igen. Ännu märkligare blir det när det visar sig att ett föråldrat navigationssystem som Frank Corvin konstruerade för Skylab används i den och att den är för stor från att kunna hämtas ned med hjälp av NASA:s rymdfärja.

## Om filmen
Space Cowboys regisserades av Clint Eastwood, som även själv spelade en av huvudrollerna samt var delaktig i produktionen och filmmusiken. Delvis inspelad vid Lyndon B. Johnson Space Center i Houston, Texas.

## Rollista (urval)
| Clint Eastwood    | – Dr Frank Corvin        |
| Tommy Lee Jones   | – William "Hawk" Hawkins |
| Donald Sutherland | – Jerry O'Neill          |
| James Garner      | – Tank Sullivan          |
| James Cromwell    | – Bob Gerson             |
| Marcia Gay Harden | – Sara Holland           |
| William Devane    | – Eugene Davis           |
| Loren Dean        | – Ethan Glance           |
| Courtney B. Vance | – Roger Hines            |
| Blair Brown       | – Dr. Anne Caruthers     |
| Jay Leno          | – sig själv              |